# Татарка (приток Очёра)
Татарка — река в России, протекает в Очёрском районе Пермского края. Устье реки находится в 35 км по правому берегу реки Очёр. Длина реки составляет 15 км.
Исток у нежилой деревни Билимбаиха в 8 км к юго-западу от посёлка Павловский. Река течёт на восток, в среднем течении протекает деревню Пономари. Впадает в Очёр ниже деревни Грязново.

## Данные водного реестра
По данным государственного водного реестра России относится к Камскому бассейновому округу, водохозяйственный участок реки — Кама от Камского гидроузла до Воткинского гидроузла, речной подбассейн реки — бассейны притоков Камы до впадения Белой. Речной бассейн реки — Кама.
По данным геоинформационной системы водохозяйственного районирования территории РФ, подготовленной Федеральным агентством водных ресурсов:
- Код водного объекта в государственном водном реестре — 10010101012111100014462
- Код по гидрологической изученности (ГИ) — 111101446
- Код бассейна — 10.01.01.010
- Номер тома по ГИ — 11
- Выпуск по ГИ — 1